# Кицеаска (Олт)
Кицеаска (рум. Chițeasca) насеље је у Румунији у округу Олт у општини Скорничешти. Oпштина се налази на надморској висини од 191 m.

## Становништво
Према подацима из 2002. године у насељу је живело 510 становника, од којих су сви румунске националности.